# هارولد نيوتن
هارولد نيوتن (5 سبتمبر 1918 - 11 أغسطس 2007) (بالإنجليزية: Harold Newton)‏ هو لاعب كريكت بريطاني وبريطاني (وحمل سابقاً جنسية المملكة المتحدة لبريطانيا العظمى وأيرلندا).